# Surbourg
Surbourg (deutsch Surburg) ist eine französische Gemeinde mit 1717 Einwohnern (Stand 1. Januar 2021) im Département Bas-Rhin in der Europäischen Gebietskörperschaft Elsass und in der Region Grand Est.

## Geschichte
Surbourg hat einen Anteil am Heiligen Forst (Forêt de Haguenau). In seinem Bereich, auf Surbourger Gemeindeboden, steht das älteste Kloster der Region Elsass (Kloster Surbourg); es wurde im 6. Jahrhundert von Arbogast von Straßburg gegründet. In einer kleinen Ausstellung im Innern der Klosterkirche können wir lesen: "L´abbaye est implanté vers 570". Eine Gründungsurkunde existiert nicht. Nach ersten urkundenähnlichen Aufzeichnungen der Mönche der Klöster Honau und Weißenburg (Wissembourg) schenkt im Jahr 749 hier ein gewisser Bodolus Güter an das Kloster Honau (Quelle: Regnum Francorum online RegAls 167) und im Jahr 765 die Brüder oder Kameraden Gerbaldus und Rihbaldus Güter an das Kloster Weißenburg (Quelle: RFO TradWiz 066). Beide Schenkungen fanden hier statt: "Actum Sur(r)aburgo monasterio". Die weitere Geschichte von Kloster und Ort ist bis heute kaum erforscht. Die romanische Kirche des späteren Benediktinerklosters blieb erhalten und dient heute als Pfarrkirche. Sie ist Johannes dem Täufer geweiht, der auch auf dem Gemeindewappen abgebildet ist (teilweise wird sie auch als St. Arbogast oder als St. Martin bezeichnet). Ältester Teil der vor wenigen Jahren herrlich restaurierten Klosterkirche ist die romanische Apsis des 12. Jahrhunderts. 
Von 1871 bis zum Ende des Ersten Weltkrieges gehörte Surburg als Teil des Reichslandes Elsaß-Lothringen zum Deutschen Reich und war dem Kreis Weißenburg im Bezirk Oberelsaß zugeordnet.
| Jahr      | 1910 | 1962  | 1968  | 1975  | 1982  | 1990  | 1999  | 2006  | 2017  |
| --------- | ---- | ----- | ----- | ----- | ----- | ----- | ----- | ----- | ----- |
| Einwohner | 1313 | 1.370 | 1.394 | 1.341 | 1.448 | 1.464 | 1.528 | 1.581 | 1.699 |

## Sehenswürdigkeiten
Die Romanische Straße führt über Surbourg. Die romanische Pfarrkirche Saint-Martin und Saint-Arbogast ist eine dreischiffige Basilika aus der Mitte des 11. Jahrhunderts. Die Rundbogenarkaden des Mittelschiffs werden im Wechsel von Viereckpfeilern und Säulen mit einfachen Würfelkapitellen getragen.

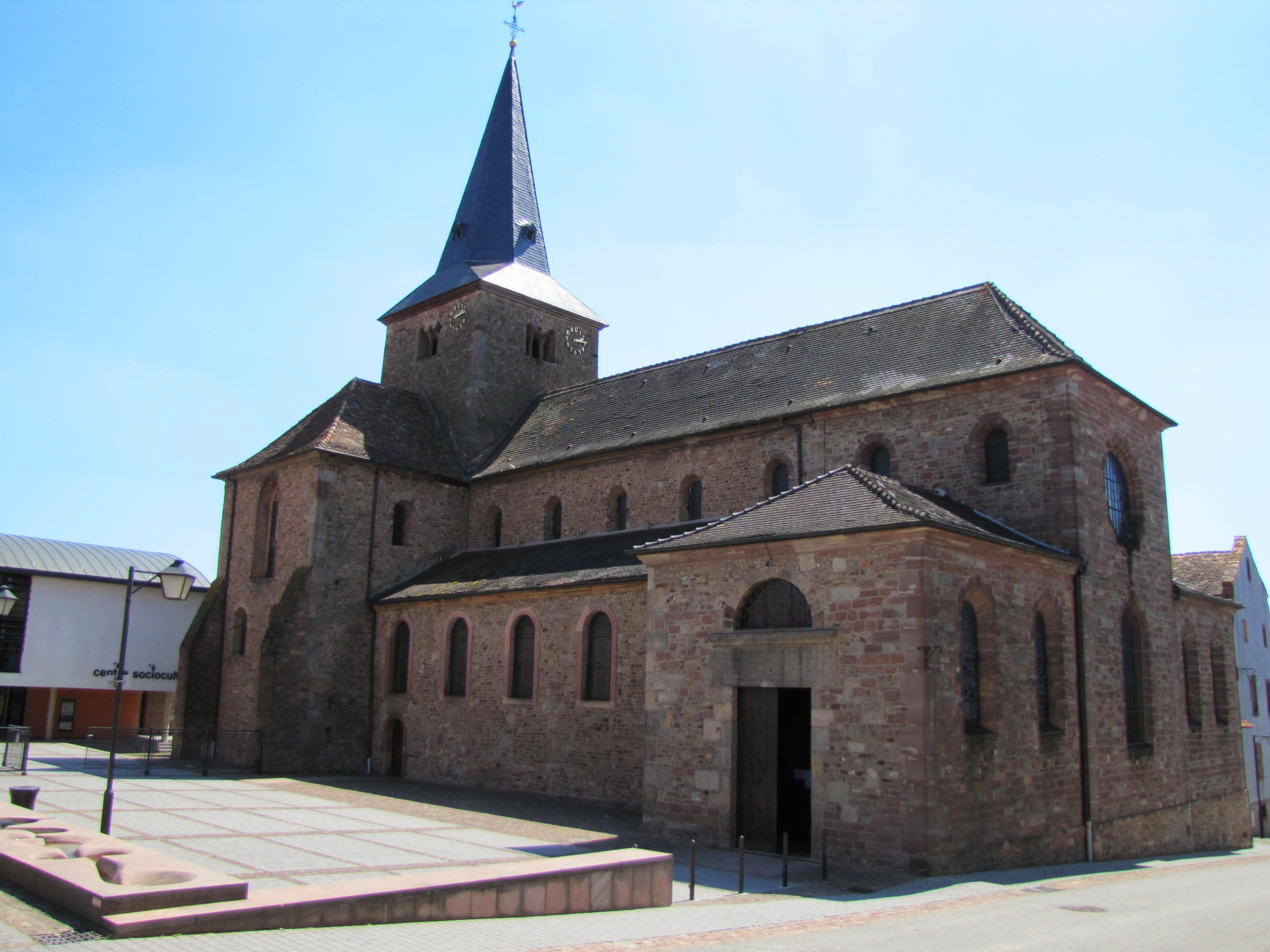
Außenansicht der Kirche
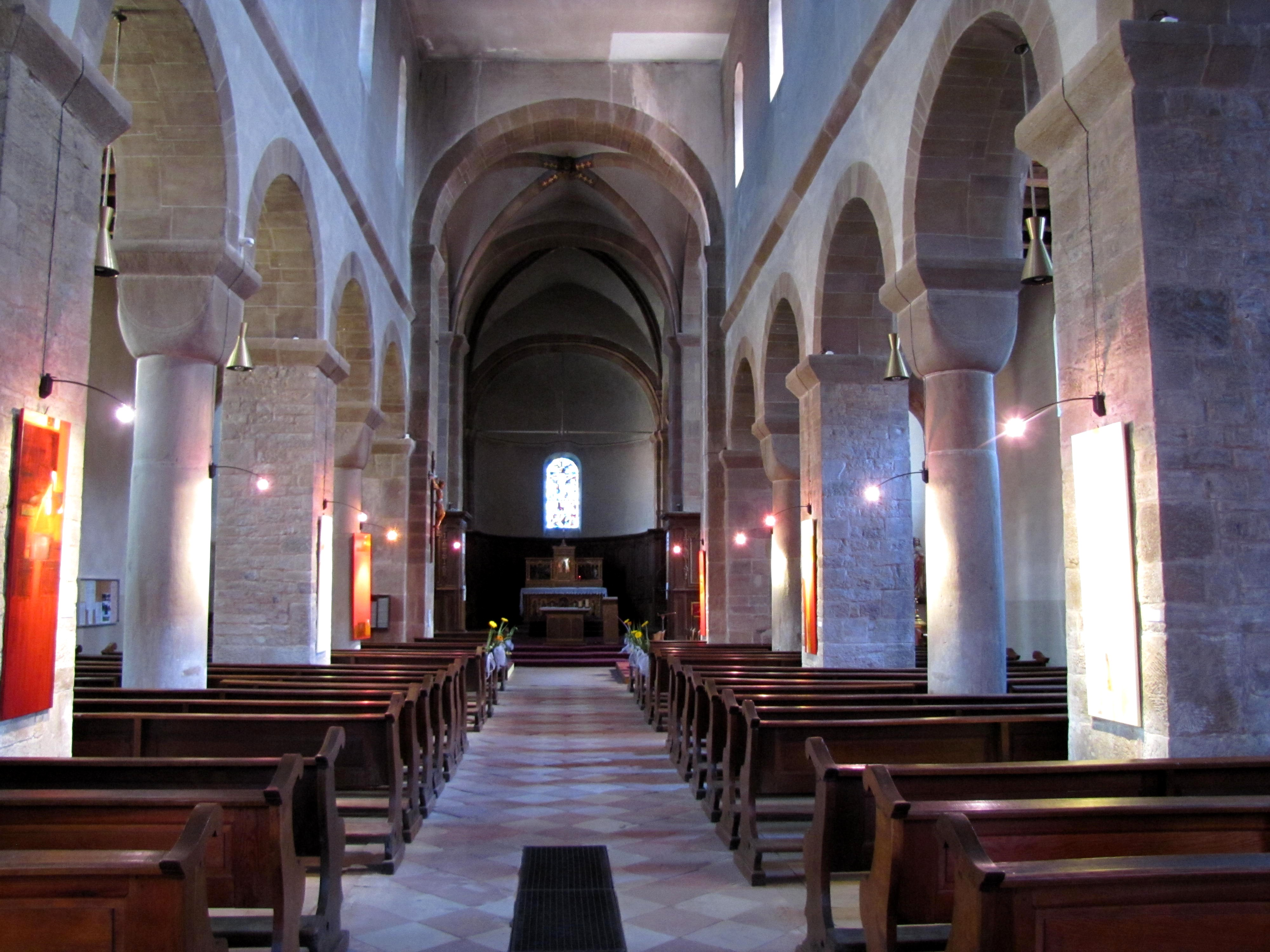
Innenansicht der Kirche

## Persönlichkeiten
- Karl Roos (1878–1940), Lehrer und autonomistischer Politiker des Elsass